# 반대각선

선형대수학 또는 행렬론에서 반대각선(Skew Diagonal,사선 대각선)은 행렬을 구성하는 성분들중  행렬상 위치적으로  오른쪽 위에서 왼쪽아래로 내려가는 사선을 이루는 성분들을 가리킨다.
{\displaystyle {\cancel {\begin{pmatrix}{\qquad }&&&\\&&&\\&&&\\&&&\end{pmatrix}}}}

## 중심축과 중심점
일반적으로 행렬의 대각선이라함은 왼쪽 위에서 오른쪽 아래로 내려오는 사선을 관습적으로 가리킨다.
{\displaystyle \left(\;{\Bigg \backslash }\;\right)}
이것의 대표적인 예가 주대각선이다.
그러나  반대각선은 이와는 정반대의 사선을 이루는 것으로 왼쪽 아래에서 오른쪽 위로 올라가는 반대 사선을 가리킨다.
{\displaystyle {\cancel {\begin{pmatrix}0&0&0&a\\0&0&a&0\\0&a&0&0\\a&0&0&0\end{pmatrix}}}}
이처럼 대각선과 반대각선을 갖는 행렬의 구조적 성질은  이들이 교차하는 중심점과 이들이 대칭되는 중심축을 예상할 수 있게 정보를 제공하여준다.

## 예
교환행렬의 반대각선인 주 대각선
{\displaystyle {\begin{pmatrix}0&0&1\\0&1&0\\1&0&0\end{pmatrix}}}
반대각 대칭행렬의 반대각선인 주대각선
{\displaystyle {\begin{pmatrix}a_{11}&a_{12}&a_{13}&a_{14}&a_{15}\\a_{21}&a_{22}&a_{23}&a_{24}&a_{14}\\a_{31}&a_{32}&a_{33}&a_{23}&a_{13}\\a_{41}&a_{42}&a_{32}&a_{22}&a_{12}\\a_{51}&a_{41}&a_{31}&a_{21}&a_{11}\end{pmatrix}}}
한켈 행렬의 반대각선들인 주대각선과 대각선들
{\displaystyle {\begin{pmatrix}a&b&c&d&e\\b&c&d&e&f\\c&d&e&f&g\\d&e&f&g&h\\e&f&g&h&i\\\end{pmatrix}}}
반대칭행렬의 특수한 경우인 사선 에르미트행렬
{\displaystyle {\begin{pmatrix}-i&2+i\\-(2-i)&0\end{pmatrix}}}

## 같이 보기
- 대각행렬
- 반 대각행렬
- 중심 대칭행렬